# Lliga neerlandesa de futbol 1919-20
La Lliga neerlandesa de futbol 1919–1920 va ser disputada per 41 equips que participaven en 4 divisions. El campió nacional seria determinat per un play-off amb els guanyadors de la divisió de futbol de l'est, el nord, el sud i l'oest dels Països Baixos. El Be Quick 1887 va guanyar el campionat en vèncer el VOC, el Go Ahead i l'MVV Maastricht.

## Nous equips
Eerste Klasse Est:
- Ascens de 2a Divisió: HVV Hengelo

Eerste Klasse Sud:
- Ascens a 2a Divisió: 't Zesde (retorn després de cinc temporades d'absència) i Bredania

Eerste Klasse Oest:
- Entra des de la Divisió Oest-B: AFC

## Divisions

### Eerste Klasse Est
| Pos | Equip            | PJ | PG | PE | PP | GF | GC | DG  | Pts | Classificació o descens                |
| --- | ---------------- | -- | -- | -- | -- | -- | -- | --- | --- | -------------------------------------- |
| 1   | Go Ahead         | 18 | 13 | 3  | 2  | 43 | 13 | +30 | 29  | Classificat pel play-off pel campionat |
| 2   | HVV Tubantia     | 18 | 12 | 3  | 3  | 36 | 15 | +21 | 27  |                                        |
| 3   | SC Enschede      | 18 | 8  | 5  | 5  | 27 | 29 | −2  | 21  |                                        |
| 4   | ZAC              | 18 | 7  | 2  | 9  | 34 | 23 | +11 | 16  |                                        |
| 5   | Quick Nijmegen   | 18 | 7  | 2  | 9  | 28 | 23 | +5  | 16  |                                        |
| 6   | HVV Hengelo      | 18 | 6  | 4  | 8  | 21 | 29 | −8  | 16  |                                        |
| 7   | Be Quick Zutphen | 18 | 5  | 6  | 7  | 24 | 34 | −10 | 16  |                                        |
| 8   | Vitesse Arnhem   | 18 | 5  | 4  | 9  | 28 | 36 | −8  | 14  |                                        |
| 9   | Koninklijke UD   | 18 | 5  | 4  | 9  | 25 | 45 | −20 | 14  |                                        |
| 10  | EFC PW 1885      | 18 | 4  | 3  | 11 | 16 | 35 | −19 | 11  | Descendit a 2a Divisió                 |

### Eerste Klasse Nord
| Pos | Equip           | PJ | PG | PE | PP | GF | GC | DG  | Pts | Classificació                          |
| --- | --------------- | -- | -- | -- | -- | -- | -- | --- | --- | -------------------------------------- |
| 1   | Be Quick 1887   | 16 | 15 | 1  | 0  | 87 | 12 | +75 | 31  | Classificat pel play-off pel campionat |
| 2   | Achilles 1894   | 16 | 8  | 2  | 6  | 35 | 33 | +2  | 18  |                                        |
| 3   | WVV Winschoten  | 16 | 6  | 6  | 4  | 29 | 28 | +1  | 18  |                                        |
| 4   | Velocitas 1897  | 16 | 7  | 2  | 7  | 42 | 39 | +3  | 16  |                                        |
| 5   | Veendam         | 16 | 6  | 2  | 8  | 28 | 42 | −14 | 14  |                                        |
| 6   | GSAVV Forward   | 16 | 5  | 3  | 8  | 31 | 40 | −9  | 13  |                                        |
| 7   | MVV Alcides     | 16 | 5  | 2  | 9  | 22 | 41 | −19 | 12  |                                        |
| 8   | HSC             | 16 | 5  | 2  | 9  | 23 | 46 | −23 | 12  |                                        |
| 9   | LAC Frisia 1883 | 16 | 5  | 0  | 11 | 26 | 42 | −16 | 10  |                                        |

### Eerste Klasse Sud
| Pos | Equip                | PJ | PG | PE | PP | GF | GC | DG  | Pts | Classificació o descens                |
| --- | -------------------- | -- | -- | -- | -- | -- | -- | --- | --- | -------------------------------------- |
| 1   | MVV Maastricht       | 18 | 17 | 1  | 0  | 63 | 10 | +53 | 35  | Classificat pel play-off pel campionat |
| 2   | NAC Breda            | 18 | 14 | 0  | 4  | 45 | 14 | +31 | 28  |                                        |
| 3   | Willem II            | 18 | 7  | 7  | 4  | 21 | 20 | +1  | 21  |                                        |
| 4   | CVV Velocitas        | 18 | 7  | 3  | 8  | 31 | 33 | −2  | 17  |                                        |
| 5   | NOAD                 | 18 | 5  | 6  | 7  | 22 | 24 | −2  | 16  |                                        |
| 6   | RKVV Wilhelmina      | 18 | 5  | 5  | 8  | 24 | 31 | −7  | 15  |                                        |
| 7   | VVV Venlo            | 18 | 5  | 5  | 8  | 15 | 27 | −12 | 15  |                                        |
| 8   | Bredania             | 18 | 5  | 5  | 8  | 14 | 26 | −12 | 15  |                                        |
| 9   | Zeelandia Middelburg | 18 | 5  | 4  | 9  | 30 | 44 | −14 | 14  |                                        |
| 10  | 't Zesde             | 18 | 2  | 0  | 16 | 10 | 46 | −36 | 4   | Descendit a 2a Divisió                 |

### Eerste Klasse Oest
| Pos | Equip               | PJ | PG | PE | PP | GF | GC | DG  | Pts | Classificació o descens                |
| --- | ------------------- | -- | -- | -- | -- | -- | -- | --- | --- | -------------------------------------- |
| 1   | VOC                 | 22 | 12 | 6  | 4  | 33 | 21 | +12 | 30  | Classificat pel play-off pel campionat |
| 2   | HBS Craeyenhout     | 22 | 12 | 5  | 5  | 45 | 26 | +19 | 29  |                                        |
| 3   | HVV Den Haag        | 22 | 11 | 5  | 6  | 42 | 29 | +13 | 27  |                                        |
| 4   | Blauw-Wit Amsterdam | 22 | 10 | 4  | 8  | 33 | 22 | +11 | 24  |                                        |
| 5   | AFC Ajax            | 22 | 8  | 7  | 7  | 34 | 31 | +3  | 23  |                                        |
| 6   | UVV Utrecht         | 22 | 10 | 2  | 10 | 29 | 36 | −7  | 22  |                                        |
| 7   | HFC Haarlem         | 22 | 8  | 5  | 9  | 35 | 31 | +4  | 21  |                                        |
| 8   | Sparta Rotterdam    | 22 | 8  | 4  | 10 | 26 | 35 | −9  | 20  |                                        |
| 9   | DFC                 | 22 | 8  | 3  | 11 | 34 | 34 | 0   | 19  |                                        |
| 10  | AFC                 | 22 | 8  | 2  | 12 | 25 | 35 | −10 | 18  |                                        |
| 11  | HC & VC Quick       | 22 | 8  | 1  | 13 | 25 | 35 | −10 | 17  |                                        |
| 12  | Koninklijke HFC     | 22 | 4  | 6  | 12 | 21 | 47 | −26 | 14  | Descendit a 2a Divisió                 |

### Play-off pel campionat
| Pos | Equip          | PJ | PG | PE | PP | GF | GC | DG  | Pts |  | BEQ | VOC | GOA | MVV |
| --- | -------------- | -- | -- | -- | -- | -- | -- | --- | --- |  | --- | --- | --- | --- |
| 1   | Be Quick 1887  | 6  | 5  | 0  | 1  | 19 | 11 | +8  | 10  |  |     | 4–0 | 2–1 | 7–3 |
| 2   | VOC            | 6  | 3  | 1  | 2  | 16 | 10 | +6  | 7   |  | 7–1 |     | 6–0 | 3–2 |
| 3   | Go Ahead       | 6  | 2  | 1  | 3  | 10 | 14 | −4  | 5   |  | 0–1 | 3–0 |     | 5–4 |
| 4   | MVV Maastricht | 6  | 0  | 2  | 4  | 10 | 20 | −10 | 2   |  | 0–4 | 0–0 | 1–1 |     |